# Gare de Gap
Gare de Gap – stacja kolejowa w Gap, w regionie Prowansja-Alpy-Lazurowe Wybrzeże (departament Alpy Wysokie), we Francji.

## Dworzec
- Znajduje się na linii Veynes-Briançon na wysokości 744 m, w departamencie Alpy Wysokie w Delfinat i regionie Prowansja-Alpy-Lazurowe Wybrzeże.

- Obsługiwany jest przez pociągi TER PACA i TER Rhône-Alpes.

- Stacja posiada 2 perony.